# 関谷陽
関谷 陽（せきや たかし、1902年（明治35年）- 1988年（昭和63年）2月6日）は、昭和時代の洋画家。大正-昭和時代に活躍した日本画家の関谷雲崖の長男。

## 経歴・人物
1902年（明治35年）栃木県那須郡両郷村富貴田（現：栃木県大田原市河原）に生まれる。東京美術学校西洋画科卒業。1930年代従軍画家として中国へ赴く。妻は同じく画家で従兄弟である関谷富貴（せきや ふき、1903-1969）。晩年まで東京都世田谷区松原に暮らす。二科会に属した。
陽は「たかし」と読むが、作品の署名は「YO」としていた。